# A0620-00
A0620-00 (V616 Единорога, Nova Mon 1975) — двойная звезда в созвездии Единорога на расстоянии 3000 св. лет от Солнца.
Первый компонент — звезда главной последовательности массой 0,5 M☉. Второй компонент — невидимый объект малых размеров с массой от 3 до 5 M☉, что превышает максимальную возможную массу нейтронной звезды, в результате чего этот объект считается одним из возможных кандидатов в чёрные дыры звёздной массы (в таком случае, она первая по близости к Земле из известных нам чёрных дыр, так как Лебедь X-1 находится на расстоянии 6070 св. лет от Солнца, VLA J213002.08+120904 — на расстоянии 7200 св. лет от Солнца).
Наблюдались две вспышки данного объекта: первая (в оптическом диапазоне) произошла в 1917 году (была зафиксирована на фотопластинках, но осталась неописанной), вторая в 1975 году. Вторая вспышка наблюдалась в рентгеновском диапазоне (космическими телескопами «Ариэль V», SAS-3 и рентгеновским инструментом «Филин» на орбитальной станции Салют-4) и в оптическом диапазоне. Это была первая открытая рентгеновская новая.
Оптический компонент является переменной: вследствие гравитационного воздействия чёрной дыры он приобретает вытянутую форму и его видимый блеск изменяется в зависимости от того, какой стороной он обращён к наблюдателю.
Массивный компонент системы окружён аккреционным диском, накопление газа в котором и делает возможным вспышки.

## Изображения
Галактическая долгота: 209.9563° 

Галактическая широта: -6.5399° 

Расстояние: 3460 световых лет